# Desert pedregós Sturt
El Desert Pedregós de Sturt és una àrea en el nord-est d'Austràlia Meridional al sud de la zona fronterera occidental de Queensland i l'extrem oest de Nova Gal·les del Sud. Anomenat així per Charles Sturt el 1844, mentre tractava d'arribar fins al centre exacte d'Austràlia. El terreny pedregós que va haver de travessar va ser el causant de la coixesa que van sofrir els seus cavalls i del desgast que van sofrir les peülles del bestiar que va portar a l'expedició, raó per la qual el va anomenar així.

## Ecologia
El desert és part de la bioregió Tirari-desert pedregós Sturt. El desert és l'habitat pel Kowari, un marsupial natiu, que és un carnívor que viu a les dunes de sorra, àrees brutes i àrees ocasionals de pantà.